# Heinz Sock
Heinz Sock (* 23. Februar 1922 in Weißwasser/O.L.; † unbekannt) war ein deutscher Bau- und Möbeltischler, Betriebsdirektor und Politiker der DDR-Blockpartei Liberal-Demokratische Partei Deutschlands (LDPD).

## Leben
Sock stammte aus der preußischen Provinz Brandenburg und war der Sohn eines Bergarbeiters. Nach dem Besuch der Schule nahm er eine Lehre zum Bau- und Möbeltischler auf, die er mit der Meisterprüfung abschloss. Als Tischlermeister qualifizierte er sich später zum Wirtschaftler weiter. Die von ihm mitgegründete Firma Max und Heinz Sock KG, Weißwasser, deren Mitinhaber und Komplementär er war, wurde zunächst mit staatlicher Beteiligung betrieben und dann verstaatlicht. Sock wurde Direktor des daraus hervorgegangenen VEB Möbelwerk Weißwasser.
Er war verheiratet und hatte ein Kind.

## Politik
In der DDR wurde er Mitglied der LDPD. In den drei Wahlperioden von 1967 bis 1971, von 1971 bis 1976 und von 1976 bis 1981 war Sock Mitglied der LDPD-Fraktion in der Volkskammer.